# Torre de la Maçana
La Torre de la Maçana, també coneguda com a Torre de Perabona o de la Lleva, és al límit dels termes comunals d'Argelers de la Marenda i de Sureda, tots de la comarca del Rosselló, a la Catalunya del Nord.
És a 753 m alt, a ponent del lloc de Vallbona, enfilada dalt d'una carena des d'on domina molt de territori.
Es tracta d'una torre cilíndrica de més de 20 metres d'alçada, amb un diàmetre intern de 4,6 i un gruix de murs d'1,6. El coronament de la torre és desaparegut, i ara acaba d'una forma abrupta. Ha estat reconstruïda recentment per voluntaris del país.
Data del segle xiii. Forma part del sistema defensiu de l'antic Regne de Mallorca respecte a Catalunya, juntament amb la Torre de Madaloc. Aquesta torre protegia l'estratègic pas de la Maçana a la serra de l'Albera, pas usat des de l'antiguitat, tot i l'alçada, ja que és un pas des d'on es controla el mar. Fou feta construir per Jaume de Mallorca, destinada a vigilar la costa mediterrània i el pas de dos camins entre els dominis del comte de Rosselló, més tard els del Rei de Mallorca, i els del comte de Peralada, a l'Alt Empordà.

## Torres semblants a la Catalunya Nord
- Llista de torres de senyals de la Catalunya Nord